# Río Stora
El Stora es el segundo río más largo de Dinamarca: con 104 kilómetros, sólo le supera el Gudenå, de 158 kilómetros. El Stora nace en Gludsted Plantage, al sureste de Ikast, desde donde serpentea entre Herning, Sunds y Ørre. Después pasa por Nybro y Hodsager hasta Holstebro, antes de desembocar en el fiordo de Nissum.

## Geografía
Storå es uno de los de los ríos más caudalosos de Dinamarca. Sólo el Skjern, el Gudena y el Vida son más caudalosos. El Stora, cerca de la ciudad de Holstebro, recibe agua de una cuenca hidrográfica de 825 km². Esta zona de captación también incluye los afluentes Vegen  y Lægård Bæk, que desembocan en el Stora, en el centro de la ciudad de Holstebro.
Por cada metro cuadrado de la cuenca de captación caen unos 800 litros de lluvia y nieve al año, lo que equivale a 80 centímetros de agua. Aproximadamente la mitad se evapora, mientras que el resto fluye hacia el Stora a través de las aguas subterráneas y la escorrentía superficial. Por tanto, 0,4 metros x 825 km2 = 330 millones de m3 de agua deben fluir por la ciudad de Holstebro cada año. Esto corresponde a un caudal medio de 10 metros cúbicos (m3) por segundo. En los últimos años se ha observado un ligero aumento de las precipitaciones en Jutlandia Occidental.
La ciudad de Holstebro ha sufrido varias inundaciones del Stora a lo largo de los años. La mayor inundación tuvo lugar el 18 de marzo de 1970 y fue causada por un deshielo. El agua subió hasta 11,30 metros sobre el nivel del mar en Storebro, en el centro de Holstebro. Muchas casas y calles quedaron bajo el agua durante varios días. Tras esta inundación, el Stora, desde Østerbrogade hasta Vængerne, fue objeto de una fuerte regulación para aumentar la capacidad de caudal del río. Más recientemente, ha habido inundaciones en 2007, cuando el nivel del agua alcanzó los 10,0 metros, y en 2011, cuando el nivel del agua alcanzó los 10,1 metros.
La inundación más reciente se produjo el 7 de diciembre de 2015, cuando una puerta del sótano del Teatro de la Música se derrumbó y el agua entró a raudales, destruyendo equipos valorados en millones de coronas. Los servicios de emergencia locales y la Agencia Danesa de Gestión de Emergencias bombearon el agua del sótano y minimizaron los daños. El caudal de agua alcanzó un máximo de 60 m3/segundo, seis veces el caudal normal.
Después de Ørre, al noroeste de Herning, el río es tan ancho que es posible navegar en canoa. En el tramo a partir de aquí y río abajo hay varios lugares donde se puede alquilar una canoa. En Ørre, el Sunds Nørrea y  el Herningholms se unen al Stora, lo que aumenta considerablemente el caudal. Después de la ciudad de Vemb, al oeste de Holstebro, el Rasted Lillea se une al río. Unos kilómetros más al oeste, el Stora desemboca en Felsted Kog, que forma parte del fiordo Nissum. El fiordo de Nissum desemboca en el Mar del Norte a través de la esclusa de Torsminde.

## Vida vegetal y animal.
El Stora cuenta con una rica población piscícola, que incluye salmón, trucha, tímalo,  anguila, lucio y perca. La población de salmón ha estado amenazada, pero desde 2000 ha crecido, y ahora la pesca del salmón vuelve a ser posible en el Stora. En el río se han capturado salmones de más de 20 kilos. 

## Historia
La ciudad de Holstebro se ha inundado varias veces a lo largo de los años. Pero la mayor inundación conocida ocurrió el 18 de marzo de 1970. A principios del invierno de 1969-1970, se produjo una fuerte helada, seguida de una gran y prolongada nevada. El suelo estaba cubierto de nieve en toda la cuenca del Stora. A mediados de marzo, el viento cambió al suroeste, la temperatura subió bruscamente y las masas de nieve acumuladas se derritieron con gran rapidez. Como el suelo bajo la nieve estaba helado, no pudo absorber la humedad, por lo que el agua fluyó hacia todos los pequeños arroyos del sistema Stora. Como resultado, los niveles de agua subieron drásticamente. Hay fotos de Holstebro inundada, donde la gente navegaba en pequeñas barcas por las calles de las partes bajas de la ciudad. En el Museo de Holstebro se pueden ver fotos de la inundación.
Tras la inundación, el Ayuntamiento de Holstebro decidió que el Stora debía regularse en un tramo comprendido entre Vængerne, al oeste de Holstebro, y Vandkraftsøen. La regulación consistía en profundizar el río y aumentar su anchura. Sin embargo, el proyecto no se llevó a cabo en su totalidad, ya que al cabo de unos años el dinero se había gastado y la preocupación por las inundaciones había remitido. En Østerbrogade se construyó un azud para igualar las diferencias entre el fondo regulado y el no regulado.
A principios de diciembre de 2015, el río se desbordó poco después de que la tormenta Helga asolara la zona. Varios días de lluvia hicieron que el nivel del agua subiera hasta 2,5 metros por encima de lo normal. Se animó a los ciudadanos de Holstebro a vaciar sus sótanos y conseguir sacos de arena de los servicios de emergencia para minimizar los daños. Varios negocios del centro de la ciudad se vieron afectados, entre ellos el Teatro Musical de Holstebro, la discoteca Buddy Holly y el Hotel Royal. 

## Energía hidroeléctrica
Cuando se construyó la central hidroeléctrica de Holstebro, se creó el embalse hidroeléctrico, de 2,5 kilómetros de longitud.

## Navegación
En el Stora se puede practicar el piragüismo del 1 de junio al 31 de octubre. Se han establecido áreas de descanso razonables cada 10 kilómetros aproximadamente. En Herning y Holstebro se pueden alquilar canoas en las oficinas de turismo.